# Kurt-Werner Seidel
Kurt-Werner Seidel (* 31. Oktober 1930 in Berlin; † 4. Januar 1990 ebenda) war ein deutscher Mathematiker, Physiker und Feuerwehrmann und von 1970 bis 1988 in West-Berlin Leiter der Berliner Feuerwehr.

## Frühe Jahre
Kurt-Werner Seidel wuchs zunächst in Berlin auf, wo er auch die ersten Schuljahre absolvierte. Wegen der Kriegswirren wurde er 1943 gemeinsam mit anderen Kindern aus der Stadt evakuiert. Seinen neuen Lebensmittelpunkt fand er zunächst in der Nähe Lüneburgs.
1950 legte er in Lüneburg das Abitur ab und studierte im Anschluss an der Technischen Hochschule Aachen und der Freien Universität Berlin Mathematik und Physik auf Lehramt.
Am 4. Juli 1960 bestand er schließlich sein Erstes Staatsexamen und war im Anschluss in einem Elektrounternehmen tätig.

## Werdegang bei der Feuerwehr
Am 1. Juni 1961 wurde Seidel als Brandreferendar bei der Berufsfeuerwehr Stuttgart eingestellt. Nachdem er am 28. Juni 1963 sein Zweites Staatsexamen in Münster bestand, wurde er schließlich am 2. Juli 1963 als Brandassesor bei der Berliner Feuerwehr übernommen.
Seidel war zunächst als Führungskraft im Bereich des Vorbeugenden Brandschutzes eingesetzt und wurde anschließend Referent des damaligen Behördenleiters Friedrich Kaufhold.
Dieser Verwendung schloss sich eine Tätigkeit im Bereich der Aus- und Fortbildung an, ehe Seidel in das Referat I A (Einsatz und Führung) wechselte.
Am 3. September 1964 wurde Seidel zum Brandrat ernannt und auf den Tag genau drei Jahre später zum Oberbrandrat befördert. Am 11. November 1969 wurde Seidel Branddirektor und zudem neuer Leiter des Referats I A.

### Leiter der Berliner Feuerwehr (1970–1988)
Nachdem der bisherige Feuerwehrchef Heinz Hoene altersbedingt in den Ruhestand trat, wurde Seidel auf Vorschlag von Innensenator Kurt Neubauer mit Wirkung vom 1. Dezember 1970 die Leitung der Berliner Feuerwehr übertragen. Am 1. März 1971 wurde Seidel schließlich zum Landesbranddirektor ernannt.
Als eine der ersten Neuerungen baut Seidel eine Pressestelle im Direktionsstab auf, die auch bei größeren Lagen als Serviceeinheit mitarlarmiert wird.
Ein wesentliches Augenmerk richtete Seidel auf neue Bauvorhaben für die Feuerwehr. So setzte er nicht nur Neubauten für Berufswachen, sondern auch erstmals für die Freiwilligen Feuerwehren Berlins durch. Zudem konzentrierte er sich auf die Stärkung der Berufsfeuerwehr und bezog hierbei auch die Werbung für den Freiwilligengedanken mit ein. In Seidels Amtszeit fielen die Gründungen von 14 Freiwilligen Feuerwehren an Standorten der Berufsfeuerwehr. Zudem gab er seine anfänglichen Bedenken gegen die Jugendfeuerwehr auf und unterstützte schließlich die erste Gründung im Juli 1978, als die Jugendfeuerwehr im Ortsteil Staaken aufgestellt wurde.
Besondere Verdienste erwarb sich Seidel für sein Engagement beim Aufbau eines leistungsstarken Notarztwagen-Systems, das 1974 eingeführt und bis Mitte der 1980er Jahre auf sieben Standorten ausgedehnt wurde. Hierbei setzte er insbesondere eine Verbesserung in der Aus- und Fortbildung sowie bei der Ausstattung der Rettungsdienstfahrzeuge durch. Zudem gelang es ihm, eine wesentliche Fahrzeugvermehrung im Rettungsdienst zu erreichen. Schon 1972 führt die Berliner Feuerwehr modernisierte Rettungswagen ein.
Auch im Bereich der Brandbekämpfung und der Technischen Hilfeleistung setzte Kurt-Werner Seidel Akzente: Bereits 1979 übernahm er den Vorsitz der Arbeitsgemeinschaft der Leiter der Berufsfeuerwehren. In dieser Position war er Gegenpart der WIBERA Wirtschaftsberatung, die ab 1976 im Auftrag des Deutschen Städtetages und des Bundesministeriums für Forschung und Technologie eine Studie zur Problemstellung der Feuerwehren in der Bundesrepublik Deutschland auszuarbeiten hatte. Auch aus dieser Situation heraus und dem Umstand geschuldet, dass die Normbeladung des vor allem auf die Brandbekämpfung ausgerichteten Löschgruppenfahrzeugs LF 16 nicht mehr zeitgemäß war, entstand unter Seidel Mitte der 1980er Jahre als Einsatzkonzept der neue Berliner Löschzug. Dieser umfasste zwei Lösch- und Hilfeleistungsfahrzeuge und eine Drehleiter mit Korb, jeweils in niedriger Bauart, um auch in Hinterhöfen einsetzbar zu sein. Zudem erwirkte er die Umsetzung die Mindest-Ausrückestärke 1/14 für Berliner Löschzüge.
Obgleich die WIBERA-Studie eine grundsätzliche Verminderung von Feuerwehrkräften für möglich hielt, konnte sich Seidel mit seiner Argumentation und Hinweisen auf die Einhaltung von Hilfeleistungsfristen sowie das sofortige und gleichzeitige Retten und Löschen durchsetzen. Der Deutsche Städtetag hielt daraufhin am bewährten Feuerwehrsystem fest.
Zudem setzte Seidel zur Entlastung der Einsatzkräfte die Bildung einer dritten Wachabteilung auf Berufsfeuerwachen durch, die schließlich zur Reduzierung der wöchentlichen Arbeitszeit auf 56 Stunden führte.
Von 1975 bis 1981 war Seidel Vizepräsident des Deutschen Feuerwehrverbandes. Als solcher strebte er an, alle Feuerwehren der Bundesrepublik Deutschland, also auch die Berufsfeuerwehren, unter dem Dach des Verbandes zu einen.
1985 ließ er am Standort der Hauptfeuerwache in Charlottenburg-Nord den ersten Feuerwehr-Leitstellenrechner in Betrieb nehmen. Das moderne Feuerwehr-Informationssystem (FIS I) koordinierte erstmals nach Eingang eines Notrufs automatisch die Wachalarmierung und Fahrzeugdisponierung.

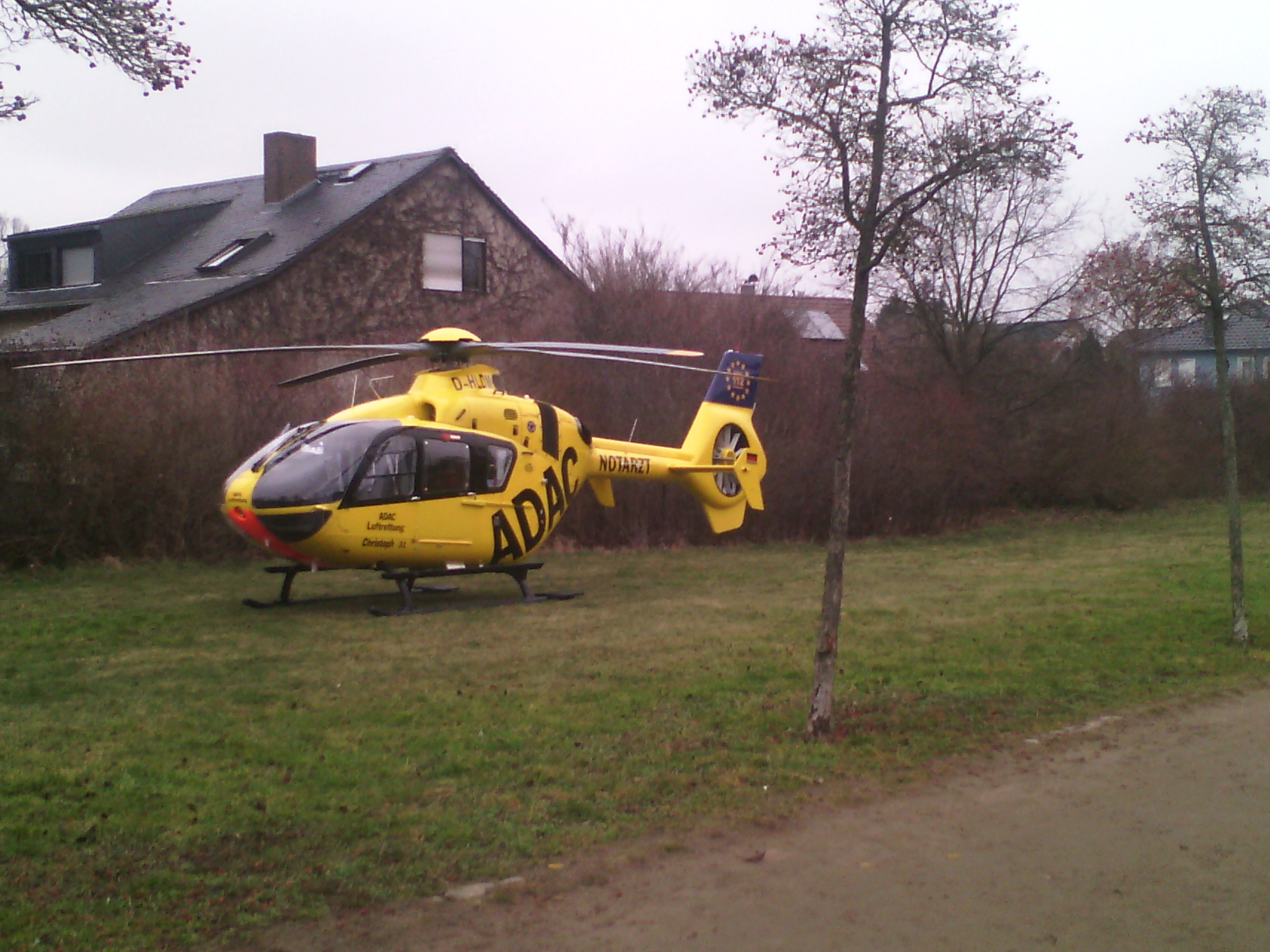
Christoph 31 bei einem Einsatz in Berlin-Rudow

1987 gelang es ihm mit Unterstützung des Regierenden Bürgermeisters Eberhard Diepgen, den durch den ADAC betriebenen Rettungshubschrauber Christoph 31 in Dienst stellen zu können. Dies stellte vor allem deshalb eine Sensation dar, weil der Luftraum unter alliiertem Vorbehaltsrecht stand. Der britische Stadtkommandant Patrick Brooking unterstützte das Vorhaben leidenschaftlich und setzte schließlich die Zustimmung der Alliierten Kommandantur politisch durch.
Seidel nutzte von Beginn an ein persönliches Netzwerk, um die Interessen der Berliner Feuerwehr zu stärken. Auch aus diesem Grund ließ er auf dem Gelände der Feuerwache Wannsee ein jährliches Kontaktfeuer für befreundete Behörden, politische Repräsentanten, Feuerwehrverbände, Pressevertreter und seine Feuerwehrleute ausrichten.
Ende der 1980er Jahre erkrankte Kurt-Werner Seidel an einem Herzleiden, so dass er sich zum 31. Dezember 1988 frühzeitig pensionieren lassen musste.
Nachfolger im Amt des Landesbranddirektors wurde sein bisheriger Stellvertreter Wolfgang Scholz.

## Privates
Kurt-Werner Seidel war verheiratet und Vater und drei Kindern. Mit seiner Familie lebte er im Berliner Ortsteil Nikolassee.
Während eines Krankenhausaufenthaltes starb Seidel völlig überraschend im Januar 1990 im Alter von 59 Jahren. Beigesetzt wurde er auf dem Waldfriedhof Zehlendorf, die Grabstätte ist jedoch seit 2010 erloschen.

## Ehrenämter
- Vizepräsident des Deutschen Feuerwehrverbandes (1975–1981)
- Vorsitzender der Arbeitsgemeinschaft der Leiter der Berufsfeuerwehren (1979–1988)
- Vorsitzender des Fachnormenausschusses 8 des Deutschen Feuerwehrverbandes
- Mitglied der Prüfungskommission für den höheren feuerwehrtechnischen Dienst
- Redaktionsmitglied der Fachzeitschrift Brandschutz für den Bereich "Brandschutz im Ausland"

## Ehrung

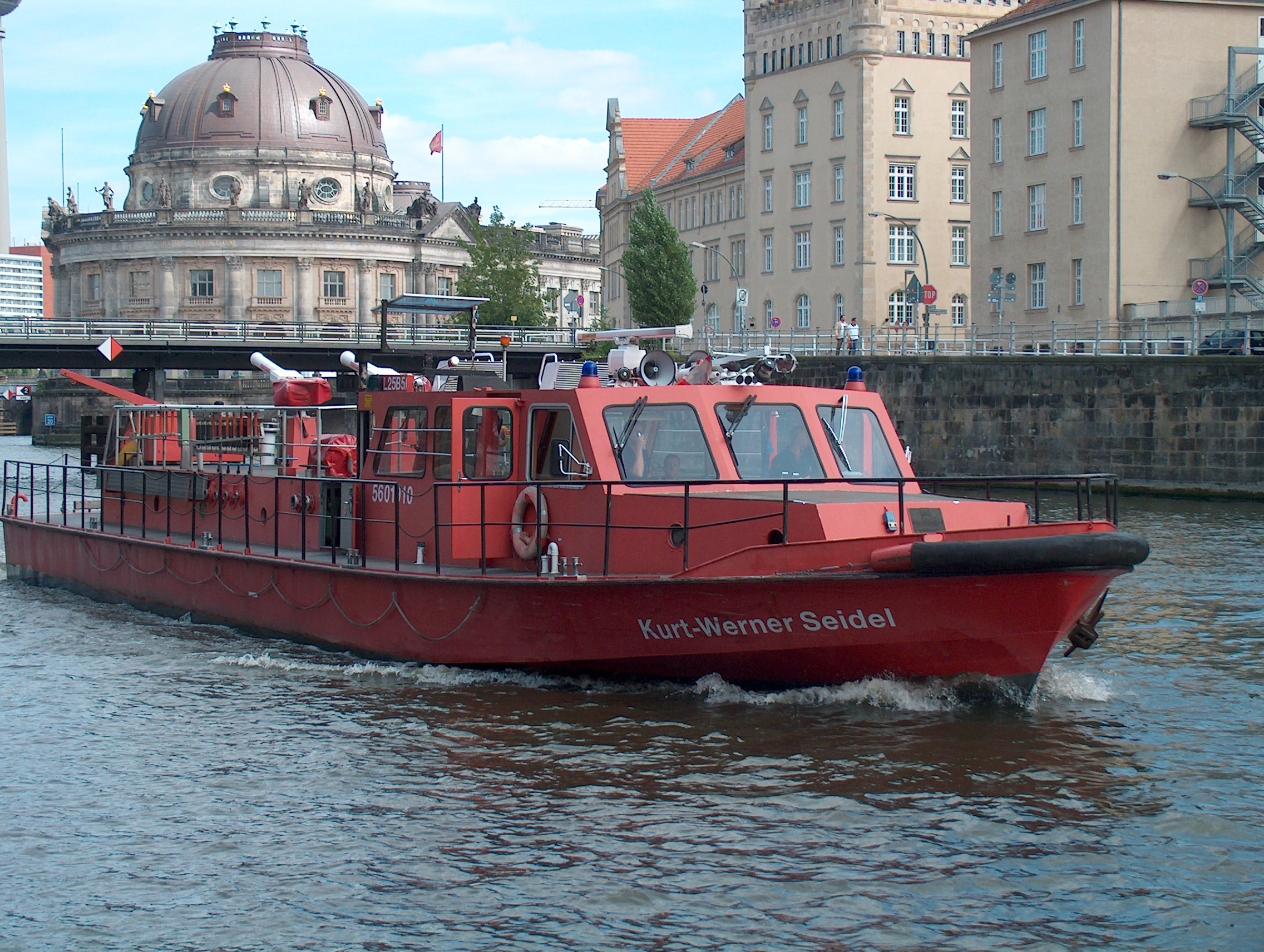
Feuerlöschboot „Kurt-Werner Seidel“

Das 1976 von den Spandauer Industrie-Werken gebaute Löschboot I der Berliner Feuerwehr wurde 1995 auf den Namen Kurt-Werner Seidel getauft. Das Boot war zuletzt auf der Feuerwache Spandau Süd stationiert und wurde im Sommer 2006 ausgesondert.
Ebenfalls auf den Namen Kurt-Werner Seidel wurde ein Flugfeldlöschfahrzeug der damaligen Flughafenfeuerwehr Berlin-Tegel getauft.
Seidel war zudem Ehrenmitglied des Deutschen Feuerwehrverbandes.

## Veröffentlichungen
- Begriffe, Kurzzeichen, Graphische Symbole des deutschen Feuerwehrwesens: Kohlhammer, ISBN 978-3170130999